# Ixora undulata
Ixora undulata är en måreväxtart som beskrevs av William Roxburgh. Ixora undulata ingår i släktet Ixora och familjen måreväxter. Inga underarter finns listade i Catalogue of Life.